# Zhou Suying
En aquest nom xinès, el cognom és Zhou.
Zhou Suying (en xinès: 周素英, 8 de desembre de 1960) va ser una ciclista xinesa, especialista en el ciclisme en pista. Va guanyar una medalla de plata als Campionats del món de 1984 celebrats a Barcelona. Va participar en el Jocs Olímpics de Seül.